# 加斯东·吉朗
加斯东·吉朗（法語：Gaston Giran，1892年2月12日—1944年4月26日），法国前男子赛艇运动员。他曾代表法国参加1920年夏季奥林匹克运动会赛艇比赛，获得男子双人双桨铜牌。